# Oberhöhlmühle
Oberhöhlmühle (oberfränkisch: de Öwa-hölml)  ist ein Gemeindeteil der Stadt Pegnitz im Landkreis Bayreuth (Oberfranken, Bayern). Oberhöhlmühle liegt in der Gemarkung Lindenhardt.

## Lage
Die Einöde liegt in direkter Nachbarschaft zur Unterhöhlmühle an der Fichtenohe und dem Käsbrunngraben, der dort als linker Zufluss in die Fichtenohe mündet. Die Staatsstraße 2184 führt nach Lindenhardt (1,3 km östlich) bzw. zur Anschlussstelle 43 der Bundesautobahn 9 (1,2 km westlich).

## Geschichte
Der Ort wurde 1366/68  als „die mul zu der Helle“ erstmals schriftlich erwähnt. Hölle bedeutete damals Talgrund. In der Fraisch unterstand Oberhöhlmühle bis 1780 dem brandenburg-bayreuthischen Oberamt Pegnitz, danach für kurze Zeit dem Oberamt Creußen. Von 1791/92 bis 1810 waren das preußische Justiz- und Kammeramt Pegnitz die übergeordneten Institutionen. Danach kam die gesamte Region an das Königreich Bayern.
Mit dem Gemeindeedikt (frühes 19. Jahrhundert) wurde Oberhöhlmühle dem Steuerdistrikt Lindenhardt und der Ruralgemeinde Lindenhardt zugewiesen. Im Rahmen der Gebietsreform in Bayern wurde Oberhöhlmühle am 1. Mai 1978 in die Stadt Creußen eingegliedert.